# Івано-Франківськ (пошуково-рятувальне судно)
«Івано-Франківськ» — пошуково-рятувальне судно проекту 596П, яке входило до складу Військово-Морських Сил України. Має бортовий номер U704.

## Історія
Судно під попередньою назвою «Суздаль» було закладено 15 жовтня 1965 року в Ленінграді на СБЗ ім. А.А. Жданова (заводський №961), спущено на воду 20 березня 1966 року, а вже 29 липня 1966 року, увійшло до складу ММФ. 12 травня 1968 року після переобладнання в Севастополі на 13-му СРЗ судно було перекваліфіковане в пошуково-рятувальний корабель, і під новою назвою «Тамань» увійшло до складу ВМФ. У 1968 році була сформована Чорноморська Ескадра Спеціального призначення. працює в Індійському океані. У 1974 році була сформована 3 БрПРК, куди увійшли такі кораблі: «Апшерон», «Діксон», «Донбас», «Даурія», «Баскунчак», «Севан», «Тамань», «Ямал». У 1984 році бригада увійшла в АСС ЧФ, як 36-я бригада пошуково-рятувальних кораблів, з базуванням на озері Донузлав. Корабель брав участь в різних аварійно-рятувальних і пошукових роботах, в яких брав участь Чорноморський флот. Згодом в Севастополі на «Севморзаводі» ім.С.Орджонікідзе «Тамань» була модернізована в корабель управління по проєкту 05964. У лютому 1996 року корабель був переданий до складу ВМС України і перейменований в «Івано-Франківськ» (бортовий номер U704). Корабель був списаний 11 червня 1999 року.